# Натријум диуранат
Натријум диуранат је хемијско једињење, које има молекулску масу од 634,033 .
Натријум диуранат је со уранијума позната и као жути оксид уранијума. Заједно са aмонијум диуранатoм био је компонента тзв. раног жутог колача (финални талог формиран у процесу мљевења сирове рудe уранијума) у омјеру одређеном условима процеса; данашњи жути колач је увелико мешавина уранијум оксида. Скраћеница за натријум диуранат је НДУ (енгл. SDU, од Sodium diuranate).

## Добијање
У уобичајеном процесу за вађење уранијума, уранинит се ломи и меша са сумпорном и азотном киселином. Уранијум се раствара да би се добио уранил сулфат, док је натријум хидроксид (NaOH) додат ради стварања талога у облику натријум диураната. Овај старији метод вађења уранијума из његове руде (уранинита) је замењен у тренутној пракси процесима као што су тзв. екстракција течно-течно (енгл. LLE, од Liquid–liquid extraction), јонска измена, или метод волатилности.

## Употреба
У прошлости, натријум диуранат се нашироко користио за производњу уранијумовог стакла (или вазелинског стакла), натријумове соли која се лако раствара у калупу силицијум диоксида током жарења код почетног топљења.